# Жукойни (Островецкий район)
Жукойни (бел. Жуко́йні), Жукойни Страцкие — деревня в Островецком районе Гродненской области Белоруссии. Входит в состав Михалишковского сельсовета.

## География
Ближайшие населённые пункты Глинище, Дворжище и др.
Пролегает дорога Н-6206.

## Этимология
Название Жукойни балтского происхождения, в среде литовскоязычных автохтонов применяется форма Žukainys.
Расширитель -ain- в этом регионе Повилье используется для образования одноименных топонимов. Сморгонь (< историческое Smorgoyny < литовское Smurgainys) от антропонимов-прозвища smurgis «смаркач». Вечкойни (около Жупранов) от фамилии типа Večkys. В названии Дукойни (рядом с Вечкойни) балтско-литовский антропонимический корень Duk-, который и в одноименных топонимах Дукели и Дуксы в этом же регионе (от антропонимов типа Dukelys, Duksas).
Название Жукойни должно было пойти от антропонимов, в которых корень Žuk- как в литовском žuklys «рыбак». На основании также прусского *zukas «рыба» и название верхневолжской реки Жукопы («Рыбная река») восстанавливается балтское диалектное *žukas «рыба», которое в старобалтском языковом континууме должно было употребляться рядом с привычным литовским žuvis «рыба».
Вероятно, с переселением или семейным ответвлением связано существование двух поселений с общим основным названием: Жукойни Страцкие, или Жукойни — от названия Страцкого озера (ныне Тумское), которое от названия вилейской реки Страча, и Жукойни Желядские — от речного названия *Желядь.

## История
В 1905 году в Свенцянском уезде Александровской волости Виленской губернии.
В 1940—1959 годах центр Жукойненского сельсовета, с 3 апреля 1959 года деревня в составе Спондовского сельсовета.

## Население

### Численность
- 2019 год — 21 житель

### Динамика
- 1999 год — 64 жителя (перепись населения)
- 2009 год — 31 житель (перепись населения)[9]
- 2019 год — 21 житель (перепись населения)